# Till det som är vackert
Till det som är vackert, conosciuto internazionalmente anche come Pure, è un film del 2010 diretto da Lisa Langseth. Protagonisti del film sono Alicia Vikander e Samuel Fröler.
Il film segnò il debutto in un lungometraggio cinematografico dell'attrice svedese Alicia Vikander.

## Trama
Göteborg: Katarina è una ragazza di 20 anni che vive assieme alla madre alcolista, dopo che il padre ha abbandonato la propria famiglia.
Katarina decide però di dare una svolta alla propria vita, dopo aver scoperto la propria passione per la musica ascoltando su You Tube il Requiem di Mozart. Ottiene così un lavoro come receptionist al teatro dell'opera.
Sul posto di lavoro, si innamora del direttore d'orchestra Adam, un uomo molto più grande di lei e già sposato, con il quale avrà una relazione.

## Distribuzione
- Pure (titolo internazionale)[1][6]
- Die innere Schönheit des Universums (Germania)[1][4][5]

## Premi e nomination (lista parziale)
- 2010: Youth Jury Award al Festival internazionale del cinema di Gent come miglior film
- 2011: Guldbagge ad Alicia Vikander come miglior attrice protagonista[2][5]
- 2011: Guldbagge a Lisa Langseth come migliore sceneggiatura
- 2011: Nomination al Guldbagge a Lisa Langseth per la miglior sceneggiatura[2]
- 2011: Best Young Actor Award ad Alicia Vikander al Molodist International Film Festival